# Égenjárók (film, 2009)
Az Égenjárók (eredeti cím: Skyrunners) 2009-ben bemutatott amerikai Disney XD tévéfilm, melyet Richard C. Okie forgatókönyvéből Ralph Hemecker rendezett. Ez volt a Disney XD első saját gyártású filmje.
Az Amerikai Egyesült Államokban 2009. november 27-én mutatták be. Magyarországon a Disney Channel sugározta.

## Cselekmény
Tyler és Nick Burns testvérpár megdöbbentő felfedezést tesz, városuktól nem messze egy becsapódott UFO-t találnak. Az űrhajó szupererőt ad Tylernek. Nemsokára kiderül, hogy a földönkívüliek hatalomátvételre készülnek a Földön és Tylert is fogságba ejtik. Nick feladata lesz testvére kiszabadítása és közös erővel bolygójuk megmentése.

## Szereplők
| Szereplő         | Színész                  | Magyar hang        |
| ---------------- | ------------------------ | ------------------ |
| Nick Burns       | Kelly Blatz              | Markovics Tamás    |
| Tyler Burns      | Joey Pollari             | Baráth István      |
| Robin Burns      | Linda Kash               | Zakariás Éva       |
| Armstrong ügynök | Conrad Coates            | Vass Gábor         |
| Julie Gunn       | Jacqueline MacInnes Wood | Kardos Eszter      |
| Darryl Butler    | Nathan Stephenson        | Czető Roland       |
| Tori Chadwick    | Kerry Lai Fatt           | Sallai Nóra        |
| Katie Wallace    | Aisha Dee                | Bogdányi Titanilla |
| T-Rex            | Ashley Jones             | Előd Botond        |
| Hubert           | Thomas Stoneman          | Timon Barna        |
| Duddy igazgató   | Andrew Grainger          | Forgács Gábor      |
| Mr. Hiddlebaum   | Byron Coll               | Kapácsy Miklós     |